# Négy és fél barát
A Négy és fél barát (angol cím: Four and a Half Friends, spanyol cím: Cuatro Amigos y Medio, katalán cím: Quatre amics i mig, német cím: 4 1/2 Freunde) spanyol–német televíziós 2D-s számítógépes animációs sorozat, amely Joachim Friedrich könyvein alapul. Spanyolországban a RTVE vetítette, Németországban a ZDF sugározta, Magyarországon pedig a Minimax adta.

## Szereplők
| Szereplő          | Eredeti hang          | Magyar hang     | Leírás |
| ----------------- | --------------------- | --------------- | --- |
| Charly            | Benjamin Nathan-Serio | Ungváry Gergely | Sorozat főszereplője, egy szőke tinédzser fiú, aki a "Charly és Társai" nyomozóirodájának vezetője.                                 |
| Dandy             | Noah Levin            | Szatmári Attila | Fred kutyája, aki segít a "Charly és Társai" nyomozóirodájának.                                                                     |
| Retek (Radish)    | ?                     | Császár András  | Egy sapkás kisfiú, aki Stefy öccse és a "Charly és Társai" nyomozóirodájának fiatalabb tagja. Az osztályban Oscar névre is hallgat. |
| Fred              | Joe Lewis             | Baráth István   | Egy kövér fiú, aki Dandy gazdája és a "Charly és Társai" nyomozóirodájának tagja.                                                   |
| Stefy             | ?                     | Pekár Adrienn   | Egy rövid narancsvörös hajú, zöld szemű, szeplős kislány, aki Retek nővére és a "Charly és Társai" nyomozóirodájának lánytagja.     |
| Nicole            | ?                     | Vadász Bea      | Egy szőke hajú, barna szemű lány, aki Charly nővére.                                                                                |
| Carol             | ?                     | ?               | Egy vörös hajú, zöld szemű lány, aki Nicole tanuló társa.                                                                           |
| Ms. Stratford     | ?                     | ?               | Egy rövid fekete hajú nő, aki Charly osztályának biológia tanárnője.                                                                |
| Ms. Janis         | ?                     | Kökényessy Ági  | Egy hosszú narancsvörös hajú, szemüveges nő, aki Charly osztályának kémia tanárnője.                                                |
| Helyes Harry      | ?                     | Seder Gábor     | Egy nyakigláb barna hajú, szemüveges férfi, aki Charly osztályának matek tanára.                                                    |
| Mr. Dominson      | Mark Schardan         | Törköly Levente | Az iskola igazgatója. |
| Daniel            | ?                     | Markovics Tamás | Az iskola gondnoka. |
| Stecker Felügyelő | ?                     | Barbinek Péter  | A város rendőrfőnöke. |
| Martinez          | ?                     | ?               | Egy rendőrbiztos, aki a "Charly és Társai"-hoz kedves tud lenni.                                                                    |
| Jessica           | ?                     | ?               | Egy barna hajú, kék szemű, rózsaszín pólós, sötétkék nadrágos kislány, aki szereti a kutyákat.                                      |
| Lindy             | ?                     | ?               | Egy vörös hajú, zöld szemű, sötétzöld pólós, szürke nadrágos kislány, aki szereti a cukorkákat.                                     |
| Sindy             | ?                     | ?               | Egy szőke hajú, kék szemű, sötétkék hajpántos, sötétkék öltönyös, fehér nadrágos kislány, aki szereti a lovakat.                    |
| felolvasó         | felolvasó             | Szabó Gertrúd   | Szabó Gertrúd |

- További szereplők: Albert Péter, Berkes Bence, Császár András, Czető Rolnad, Dányi Krisztián, Élő Balázs, Galbenisz Tomasz, Háda János, Imre István, Kapácsy Miklós, Katona Zoltán, Koffler Gizi, Kovács Dániel, Láng Balázs, Maday Gábor, Mezei Kitty, Moser Károly, Németh Gábor, Penke Bence, Szabó Zselyke, Szokol Péter, Szórádi Erika, Varga Tamás, Vári Attila

## Epizódok
| #   | Magyar cím                           | Eredeti cím                                    | Eredeti premier (RTVE) | Magyar premier (Minimax) |  |
| --- | ------------------------------------ | ---------------------------------------------- | ---------------------- | ------------------------ |  |
|     |                                      |                                                |                        |                          |  |
| 01. | A paróka rejtélyének esete           | The Case of the Mistery of the Wig             | 2015. szeptember 19.   | 2015. október 20.        |  |
|     |                                      |                                                |                        |                          |  |
| 02. | A csirkés csirkefogók esete          | The Case of the Chicken Connection             | 2015. szeptember 19.   | 2015. november 10.       |  |
|     |                                      |                                                |                        |                          |  |
| 03. | A lopakodó kerti törpék esete        | The Case of the Skulking Garden Gnomes         | 2015. szeptember 20.   | 2015. október 28.        |  |
|     |                                      |                                                |                        |                          |  |
| 04. | A pöttyös esernyő esete              | The Case of the Polka Dot Umbrella             | 2015. szeptember 20.   | 2015. október 19.        |  |
|     |                                      |                                                |                        |                          |  |
| 05. | Az eltűnt uborka esete               | The Case of the Missing Cucumbers              | 2015. szeptember 26.   | 2015. november 1.        |  |
|     |                                      |                                                |                        |                          |  |
| 06. | Daniel, a gondnok különös esete      | The Strange Case of Daniel the Janitor         | 2015. szeptember 26.   | 2015. október 26.        |  |
|     |                                      |                                                |                        |                          |  |
| 07. | A netes macska esete                 | The Case of the Online Cat                     | 2015. szeptember 27.   | 2015. október 21.        |  |
|     |                                      |                                                |                        |                          |  |
| 08. | A fertőző nyomozó esete              | The Case of the Contagious Detective           | 2015. szeptember 27.   | 2015. október 24.        |  |
|     |                                      |                                                |                        |                          |  |
| 09. | Az eltűnt tévésztár esete            | The Case of the Missing Tv Star                | 2015. október 3.       | 2015. október 22.        |  |
|     |                                      |                                                |                        |                          |  |
| 10. | A nagy talajszennyezés esete         | The Case of the School Scandal                 | 2015. október 3.       | 2015. október 27.        |  |
|     |                                      |                                                |                        |                          |  |
| 11. | A fránya testnevelés esete           | The Case of the Calamitous Gym                 | 2015. október 4.       | 2015. november 9.        |  |
|     |                                      |                                                |                        |                          |  |
| 12. | A kóbor szellem esete                | The Case of the Wandering Ghost                | 2015. október 4.       | 2015. november 5.        |  |
|     |                                      |                                                |                        |                          |  |
| 13. | Az autótolvaj esete                  | The Case of the Car Thief                      | 2015. október 10.      | 2015. november 3.        |  |
|     |                                      |                                                |                        |                          |  |
| 14. | Az iskola falán lévő graffiti esete  | The Case of the Graffitti on the School Façade | 2015. október 10.      | 2015. november 7.        |  |
|     |                                      |                                                |                        |                          |  |
| 15. | A magányos párducok esete            | The Case of the Lonely Panthers                | 2015. október 11.      | 2015. október 29.        |  |
|     |                                      |                                                |                        |                          |  |
| 16. | A szuperhős bébiszitter esete        | The Case of the Superhero Babysitter           | 2015. október 11.      | 2015. november 6.        |  |
|     |                                      |                                                |                        |                          |  |
| 17. | A színpad és a roló esete            | The Case of the Blackmailer on Stage           | 2015. október 17.      | 2015. november 4.        |  |
|     |                                      |                                                |                        |                          |  |
| 18. | A divatos ruhák esete                | The Case of the Trendy Tracksuit               | 2015. október 17.      | 2015. október 25.        |  |
|     |                                      |                                                |                        |                          |  |
| 19. | Az ellopott serleg esete             | The Case of a Trophy in the Hay Barn           | 2015. október 24.      | 2015. november 12.       |  |
|     |                                      |                                                |                        |                          |  |
| 20. | A gyagyás betörő esete               | The Case of the Stupid Burglar                 | 2015. október 24.      | 2015. november 13.       |  |
|     |                                      |                                                |                        |                          |  |
| 21. | A forgatáson történt szabotázs esete | The Case of the Sabotaged Film Set             | 2015. október 25.      | 2015. november 11.       |  |
|     |                                      |                                                |                        |                          |  |
| 22. | A gyors ételek ellenségének esete    | The Case of the Fast Food Enemy                | 2015. október 25.      | 2015. október 30.        |  |
|     |                                      |                                                |                        |                          |  |
| 23. | A harapnivaló művészet esete         | The Case of the Tasteful Art Robbery           | 2015. november 7.      | 2015. október 31.        |  |
|     |                                      |                                                |                        |                          |  |
| 24. | Az átvert nagyapa esete              | The Case of the Tricked Grandpa                | 2015. november 7.      | 2015. október 23.        |  |
|     |                                      |                                                |                        |                          |  |
| 25. | Az időkapszula esete                 | The Case of the Capsule                        | 2015. november 8.      | 2015. november 8.        |  |
|     |                                      |                                                |                        |                          |  |
| 26. | Az eset, ami a többi eset előtt volt | The Case Before All the Others Cases           | 2015. november 8.      | 2015. november 2.        |  |
|     |                                      |                                                |                        |                          |  |